# 毛蕊花白粉菌
毛蕊花白粉菌（学名：Erysiphe verbasci）是属于白粉菌目白粉菌科白粉菌属的一种真菌，寄生在玄参科植物上。该种分布于中国、俄罗斯、芬兰、罗马尼亚、新西兰、瑞士、瑞典、德国等地。